# Pokémon Let's Go, Pikachu et Let's Go, Évoli
Pokémon Let's Go, Pikachu et Pokémon Let's Go, Évoli (ポケットモンスター レッツゴー! ピカチュウ・レッツゴー! イーブイ, Poketto Monsutā Rettsugō! Pikachū & Rettsugō! Ībui) sont deux jeux vidéo de rôle de la série principale développés par Game Freak et édités par The Pokémon Company et Nintendo. Révélés le 29 mai 2018 lors d'une conférence de presse dédiée aux futurs jeux de la série Pokémon, ils sont sortis mondialement le 16 novembre 2018 sur Nintendo Switch. Mettant en avant Pikachu et Évoli, les jeux, dont l'aventure reprend celle de Pokémon Jaune dans la région de Kanto avec les Pokémon de la première génération, sont compatibles avec le jeu mobile Pokémon Go, ainsi qu'avec un nouvel accessoire : la Poké Ball Plus.

## Trame
Le joueur peut choisir entre incarner un dresseur et une dresseuse. Le Pokémon de départ qui lui est attribué dépend de la version du jeu choisie : Pikachu pour la version Let's Go, Pikachu, et Évoli pour la version Let's Go, Évoli. Bien qu'il ne puisse pas évoluer, ce Pokémon est entièrement personnalisable grâce à une panoplie de vêtements qui lui sont dédiés.
L'histoire, inspirée de celle du jeu Game Boy Pokémon Jaune, se déroule dans la région de Kanto et se concentre uniquement sur les Pokémon de la première génération, soit cent-cinquante-et-un.

## Système de jeu
De nombreuses nouveautés sont introduites dans le jeu, comme la capture de Pokémon sauvages qui s'effectue à la manière de celle présente dans Pokémon Go, le joueur devant utiliser le Joy-Con pour lancer la Poké Ball. De plus, la Poké Ball Plus, accessoire conçu spécifiquement pour le jeu, peut se substituer au Joy-Con et permet au joueur de se promener avec son Pokémon préféré en dehors du jeu. Enfin, le joueur a la possibilité de se servir de certains Pokémon comme montures pour se déplacer, à la manière de celles d'Alola, introduites dans Pokémon Soleil et Lune.
Par ailleurs, concernant la connectivité, pour la première fois dans la série, un mode multijoueur est disponible : le joueur a ainsi la possibilité de se faire accompagner par un autre joueur, facilitant de ce fait les combats et les captures. La connectivité avec Pokémon Go est également mise en exergue : le joueur peut ainsi transférer les Pokémon qu'il a capturés dans le jeu mobile pour les transférer dans les jeux Nintendo Switch.

## Développement
Pokémon Let's Go, Pikachu et Pokémon Let's Go, Évoli ont été révélés lors de la conférence de presse du 29 mai 2018, dans laquelle The Pokémon Company a présenté ses plans quant aux futurs titres de la série Pokémon. Les deux jeux ont ainsi été officialisés au travers d'une bande-annonce diffusée pendant cette conférence,.

## Accueil

### Critiques
Le jeu obtient la note de 15/20 sur le site Jeuxvideo.com.

### Ventes
Le jeu s'est écoulé à plus de 3 millions d'exemplaires lors de sa première semaine de commercialisation, faisant de lui le meilleur lancement d'un jeu sur Nintendo Switch à l'époque.
Au 31 décembre 2020, le jeu s'est vendu à 13 millions d'exemplaires.